# Tomșani (Vâlcea)
Tomşani es una comuna ubicada en el distrito Vâlcea, Rumania.

## Superficie
Posee una superficie de 41,17 kilómetros cuadrados.

## Demografía
Hasta 2021 la población era de 3321 habitantes, con una densidad de población de 80,67 habitantes por kilómetro cuadrado.